# André Pradeau
Pour les articles homonymes, voir Pradeau.
André Pradeau, né le 9 mai 1898 à Villetoureix et mort le 20 janvier 1977 à Ribérac, est un homme politique français.

## Détail des fonctions et des mandats
Mandat parlementaire
- 17 juin 1951 - 1er décembre 1955 : Député de la Dordogne